# Muzej na prostem Pleterje
Muzej na prostem Pleterje stoji v vasi Vratno v neposredni bližini Kartuzijanskega samostana Pleterje.
V muzeju je predstavljena značilna domačija Šentjernejskega polja iz 19. stoletja. Predstavljene stavbe so lesene (bukev, hrast), pritlične in, razen sušilnice, krite s slamo. Muzej je začel nastajati leta 1990 v sodelovanju z Zavodom za varstvo naravne in kulturne dediščine Novo mesto in Kartuzije Pleterje s postavitvijo Kegljičeve hiše.
Muzej sestavlja več stavb:
- Kegljičeva hiša je bila prvi objekt v muzeju. Je pritlična, lesena stavba. Nad vrati v hiši je letnica 1833. Osrednji prostor je črna kuhinja, iz katere je vstop v ostale prostore. Opremljena je z izvirno opremo. Prenesena je bila iz vasi Ostrog.
- Baničeva hiša je bila preseljena iz vasi Miholovo pod Gorjanci. V njej so prostori upravnika muzeja in manjša trgovina s spominki.
- Dvojni kozolec ali toplar.
- Simoščev svinjak je bil premeščen iz vasi Javorovica nad Pleterjami.
- Dobrovoljčev pod je bil prestavljen iz vasi Miholovo.
- Vodnjak je izkopan do podtalnice in je bil nekoč značilen za Šentjernejsko polje.
- Sušilnica za sadje in lan je prav tako značilen sestavni del domačije.
- Stranišče na štr'bunk je bilo včasih standarden sanitarni prostor.

## Slike
- Baničeva hiša – zadnji del
- Kegljičeva hiša – sprednji del
- Kegljičeva hiša – zadnja stran in vrtiček
- Pogled na stavbe
- Pod
- Črna kuhinja
- Črna kuhinja
- Petrolejka
- Bohkov kotek
- Namizna posoda
- Posoda za kuhanje
- Šivalni stroj
- Zapeček na krušni peči
- Žličnik
- Svinjak in stranišče na štr'bunk
- Vodnjak
- Vozovi pod kozolcem
- Sušilnica za sadje in lan